# 黎新祥
黎新祥（LAI Sun Cheung Kenny，1950年9月1日—2010年6月20日），別號黎祥、魔鬼教練；香港足球教練及前足球運動員。於球員時代為香港足球代表隊主力後衛，其後曾經擔任香港奧運足球代表隊及香港足球代表隊主教練。

## 球員生涯
黎新祥於1967年中學四年級時，已經立足香港甲組足球聯賽，投身流浪展開其職業球員生涯，司職後衛（清道夫），以踢法冷靜且硬朗見稱，身材不高，可是動作靈活，而且彈跳力強，頂上功夫了得。黎新祥和郭家明及鄧鴻昌等共同為流浪贏得不少獎盃和榮譽。
曾經三次代表香港青年軍參加亞青盃，於1970年當選最佳青年球員。於1972年轉會愉園，和張子岱及劉榮業等一起作戰。
1978年，黎新祥轉投東昇，兩年後重返愉園，直至1982年高掛球靴。
國際賽上，黎新祥於1973年首次入選香港隊，其後更成為主力後衛，為香港隊上陣逾50次，包括參加亞洲盃及默迪卡盃等多項國際賽事。
1977年，黎新祥與胡國雄、郭家明、劉榮業、鍾楚維和尹志強等一眾代表，一同於新加坡舉行的世界盃外圍賽，為香港歷史性奪得小組出線資格，晉身最後五強賽，足球事業登上巔峰，可惜最終四戰全敗出局，無緣晉身決賽周。

### 個人榮譽
- 最佳青年球員 一次（1969-70季度）
- 香港足球明星選舉最佳十一人 兩次（1977-78、1980-81季度）

## 執教生涯
1970年代末期，黎新祥考獲亞洲足協教練證書，及後先後到過英國、德國和巴西等足球系統先進國家進修，並且考獲國際教練證書。1982至1997年間，黎新祥修畢後，先在銀禧體育中心足球部任教，培育出不少香港球星，包括譚兆偉、李健和、羅繼華、李偉文、歐偉倫、蔣世豪、丘建威和山度士等等。1990年代開始，他正式出任香港足球總會青年訓練足球教練。
黎新祥先後帶領過香港青年足球隊於1997年全運會足球賽獲得第9名，及在1999年城運會得到第12名。
在黎新祥帶領下，香港足球代表隊的世界排名由2002年的145位晉升至2006年9月的109位。於2005年東亞盃中創下15－0大勝關島的比數，為香港隊歷來最大比數勝仗。當中的佳績包括於2007年亞洲盃外圍賽，兩度賽和亞洲勁旅烏茲別克。無奈香港足球總會及領隊經常干預選將問題，並且長期資源不足，黎新祥於2006年向香港足球總會請辭時，慨嘆「香港足球從來不獲尊重」。
2007年8月，黎新祥在香港足球總會新任主席梁孔德的邀請下，擔任香港隊顧問，同時獲得委任執教香港C隊，原計劃以4年時間長期作為重點培訓，培育新一代香港隊一隊接班人，可惜香港C隊於1年後便告解散。

### 手法
黎新祥在一次訪問中透露其訓練年輕球員的方式，例如曾經懲罰黃志強跪在足球場上、掌摑譚兆偉和懲罰全隊球員面壁等等。惟他強調，其出發點是希望球員明白紀律的重要性。與黎新祥合作30年的香港足球總會教練導師李展鵬表示，曾經有球員被黎新祥罵走，惟不少球員都會回頭歸來，「因為知道罵之有理。」他續道出，曾經被黎新祥掌摑的譚兆偉，為人父後亦請其女兒稱黎新祥為爺爺，「可見譚兆偉視黎祥如父親，知道黎祥是待他好的」。

## 患上肺癌
2009年3月，黎新祥參與小型足球賽時感到呼吸困難，其後被檢驗出患上肺癌第三期。香港足球總會主席梁孔德為避免其操勞過度，遂提升助理教練羅繼華和香港東亞運隊教練高能接任其職務。縱然如此，黎新祥一邊接受化療，仍然堅持出席每次操練時監督球員，及親身聯絡和安排集宿等大小事宜。
縱然臥倒病床，心繫足球的黎新祥從未遠離香球場，仍然出任香港體育學院足球部顧問的他於2010年3月帶病觀賽，又以足球比喻人生，堅強拒絕向病魔投降：「現在就像踢球，輸了半場，希望下半場能夠扳平，至少要堅持到最後。」治療期間，黎新祥一直身受肺積水之苦，加上身體虛弱引致食欲不振，唯他保持每天早上在家附近散步的習慣。

### 扶病離世
2010年6月20日8時55分，與癌魔搏鬥逾年的黎新祥在東區尤德夫人那打素醫院與世長辭，終年59歲，妻子與獨女曉雯一直陪伴在旁。黎新祥生前表示，最為盼望看到將軍澳足球基地落成，重建以往在香港體育學院舉行的青年訓練模式，無奈心願未了就撒手塵寰。
黎新祥父親及兄弟過往亦因為患癌症離世，黎太指出，於2009年醫生預測過丈夫已經進入癌症末期，僅餘半年壽命，惟他一直苦苦支撐，與病魔拚搏一年半，已經超出醫生預期。其女黎曉雯認為，其父親非常勇敢，無懼病魔折騰，反過來為女兒籌措婚事，見證女兒踏入人生新里程。
2010年7月6日，在香港殯儀館舉殯，逾200人出席，由黎新祥生前最疼惜的兩名徒弟譚兆偉與李春發帶領其餘6名弟子一起扶靈，靈柩移送柴灣歌連臣角火化，安葬在薄扶林基督教墳場。

### 外界迴響
港澳埠際賽
碰巧黎新祥離世之日為香港亞運隊作客澳門參加港澳埠際賽，賽前大會安排了默哀儀式。另外，有線電視在九龍灣國際展貿中心的世界盃活動節目上，亦臨時安排儀式悼念黎新祥，四百名觀眾全場起立拍掌一分鐘向黎新祥致敬，前東方龍獅教練兼黎新祥弟子司徒文俊更在當場泣不成聲。
香港足球總會
就黎新祥的離世，香港足球總會當天在其官方網站上發表弔言：「前香港足球代表隊教練黎新祥先生於今早因病離世。本會對於黎新祥先生離世深表惋惜，並向其家屬致以深切慰問。」。足總主席梁孔德表示對黎新祥的離世感到悲痛，並指足總上下會全力協助其遺孀處理後事。
正於南非擔任國際足協世界盃技術委員會委員，曾與黎新祥一起在銀禧體育中心擔任足球教練的郭家明，對於收到死訊感到愕然，並且表示：「黎祥是一名好球員和好教練，有自己一套的理念，對足球運動的堅持，對香港球壇的青訓工作貢獻，是肯定的。」。
流浪
流浪總監李輝立表示，球會內部將商討以什麼形式來紀念黎新祥。「他在流浪出道，又曾擔任流浪教練，無論如何都得做點事去紀念他。」。在香港青年軍和球會流浪時俱曾與黎新祥合作過的李輝立續：「雖然他對球員嚴厲，但都是為球員著想，到現在我也會用這套方式管理球隊。黎Sir的特點是能看清每個球員的缺點並予以改善，是我最欣賞的教練。他是一個率直的人，記得1998至99年球季初他在流浪執教成績很好，後來因為說話太直得罪老闆被炒，那季球隊原本有機會衝上前四名，可惜他離開以後就面臨降班。」
愉園
愉園體育會主席貝鈞奇表示，會和愉園舊隊員、1977年的香港隊代表聯絡，為黎舉辦一場紀念活動，但一切須得黎新祥家人同意。
前秘書梁子明指，黎新祥抗癌一年來，認為他最快樂的時刻應該是其女年初出嫁之時。他續道：「黎新祥當時候很開心，並邀請我一定要出席」。梁子明剛進愉園時，仍然是一位教練，當時候黎新祥亦加盟愉園。梁子明形容黎新祥當時候非常反叛和調皮，想不到後來他會當上教練，而且處風十分嚴謹。他苦笑道：「黎新祥的離去，就當作他去看世界盃了！只是，若然他能多看兩三屆就更好了。」
紀念賽
2010年8月8日於黎新祥生前曾工作多年的香港體育學院舉行紀念賽，數百名曾跟隨黎新祥學藝的現役及退役球員參加，黎新祥遺孀與其女兒黎曉雯亦有出席。

### 名宿回述
黎新祥好友，名宿鍾楚維對於第一時間知悉黎新祥染病的消息，感到感慨異常。鍾楚維表示，在這一年內眼見好友接受化療過程等等情况，如今黎祥離去，他認為未嘗不是一種解脫。鍾楚維表示，黎新祥未被發現患有癌症前，他們一班元老級前隊友不時相約打球，其後大伙兒又去打高爾夫球了。他說，黎新祥打高爾夫球的技巧不錯，更曾想過考高爾夫球教練牌照，可是想不到病魔來襲，打消了原定所有計劃。
名宿劉榮業和黎新祥同期從預備組被提升上至甲組隊，不論在球會和香港隊兩人都甚為投契，隊友們常稱他們為兩兄弟。劉榮業在接受訪問時，對這位兄弟的離去表示哀痛。他說，會聯絡其遺孀表示慰問，並且詢問其家人對為黎新祥安排紀念活動的意見。
山度士表示：「我從小在體院由黎Sir看大，他是一位不可多得的好教練。我永遠會懷念他，他是我們做教練的好榜樣。」。
李健和對於黎新祥大表佩服：「好球員的誕生八成取決於教練態度，黎Sir曾說落場後絕不是玩樂，而是要拚命戰鬥，連笑也不准。我見識過球員因不聽從指示而被他揮拳。」，「黎Sir教球以嚴厲見稱，正所謂嚴師出高徒，我們做學生的事後會覺得他的做法絕對正確；當我由球員轉任教練工作時，黎Sir曾給予我很多寶貴的意見，他是我的恩師，他對我的恩情，永不磨滅。」。
歐偉倫知道噩耗後深表遺憾：「當年與黎Sir的相處時間比家人更多，即使他不是我的生父，感情也相差不遠。我們每個人也很尊重他，連稍微駁嘴也會自覺過分，他在球壇的地位絕對無可代替！」。

### 球員回思
黃鎮宇表示，「沒有黎新祥、就不會有黃鎮宇」，談及恩師時他說：「作為一位教練，他站出來就會有一種感染力，讓每個人都肯拚搏。只要他站在球場，只要是他說的話，所有人都會遵從。最難忘小時候曾被他打，我試過一次在體院，黎Sir要我傳球給他，當時我因一些事情發脾氣，一腳將球踢走，他就衝過來當著眾人面前作勢打我，然後叫我即刻走。當年我『牛脾氣』，整整兩週沒回體院，到回去時他看到我，就對我說『我還以為你不會再回來』。」黃鎮宇續指，「跟黎Sir的回憶要說出來的話一定有很多，我十一歲開始在體院跟他踢球，到甲組流浪，及後晉身香港隊，數下來都有十多年了。難聽點說，我見他比我見自己父親還要多，我只知道他是我一生人中最尊敬的教練。」回想當年的「兜心抽」（以球踢向胸口）仍然歷歷在目：「我十一歲加入青年軍時，便與黎Sir相識，他的嚴肅神情讓人望而生畏，不只是『兜心抽』，被他用手打、用腳踢都有過。」黃鎮宇續指，黎新祥是嚴師是慈父，指黎Sir只對愛惜的徒弟動手，口硬心軟的黎Sir更不時送贈球鞋給他。
陳偉豪表示，最為欣賞黎祥不畏強權的執教原則。「小時候開始，我們每次見他就自然不敢鬧事了。多年來他就是一個不會受外界、上級左右，決定要做的事情就必當去做的教練，讓人佩服。青年軍時代，曾經有球員不聽話，他寧願球隊少一個人作調動，也不讓滋事者上場，其他教練可能會為成績放棄紀律，但他不會。」此外，陳偉豪表示最為難忘黎新祥執教時的嚴謹態度：「在流浪預備組時，他要求我們晨操晚練，將我們當作甲組球員般去教導。黎Sir不是一位著重戰術的教練，但總能夠將球員的優、缺點都找出，然後再慢慢糾正你的踢球技巧和為人性格」。
陳肇麒表示：「沒有黎新祥，我就沒有今天的成就」，他讚頌師父說：「17歲時加入由黎Sir執教的青年軍，所謂『嚴師出高徒』，他對球員的每個動作都很有要求，球場上亦甚有氣勢。」。陳肇麒在微博上寫道：「敬愛的黎新祥教練離開人世了。聽到的時候心裡頓時空白了，沒有你沒有現在的我！永遠懷念你罵我時的樣子與聲音，我真心知道你為我好的。是你讓我明白足球這東西。」。
參與港澳埠際賽的隊長盧均宜於賽後談及恩師時泣不成聲，哽咽地說：「記得有次世界盃外圍賽，我的表現很差，回到更衣室更哭起來。黎Sir不單沒有責罵我，反而安慰我『傻仔，輸波使咩喊』，他就如同我的親人。」。